# ادی پنگ
ادی پنگ (انگلیسی: Eddie Peng؛ زادهٔ ۲۴ مارس ۱۹۸۲) بازیگر اهل تایوان و کانادا است.
از فیلم‌ها یا برنامه‌های تلویزیونی که وی در آن نقش داشته است، می‌توان به سگ سیاه، جنگ سرد و دیوار بزرگ اشاره کرد.